# Долгая прогулка (фильм)
«До́лгая прогу́лка» (англ. The Long Walk) — предстоящий американский художественный фильм в жанре антиутопии с элементами ужасов режиссёра Фрэнсиса Лоуренса и сценариста Джей Ти Моллнера.
Первая экранизация одноимённого романа Стивена Кинга, опубликованного в 1979 году под псевдонимом Ричард Бахман.
Премьера фильма запланирована на 12 сентября 2025 года.

## Сюжет
В альтернативном будущем в США проходит ежегодное соревнование, известное как «Долгая прогулка», в котором участвуют 100 юношей. Главный приз — крупная сумма денег и всё, что пожелает победитель до конца своей жизни. Задача участников — пройти маршрут, не снижая скорости движения ниже четырёх миль в час. В конце остаётся только один победитель.

## В ролях
- Купер Хоффман — Рэймонд Гаррати (№ 47)
- Дэвид Джонссон — Питер МакВрайс (№ 61)
- Марк Хэмилл — Майор
- Гаррет Уэринг — Стеббинс (№ 88)
- Чарли Пламмер — Гэри Баркович (№ 5)
- Бен Ван — Генри Олсон (№ 70)
- Роман Гриффин Дэвис — Артур Бейкер (№ 3)
- Джуди Грир — миссис Гаррати
- Тат Ниуот — Пирсон (№ 73—81)
- Джордан Гонсалес — Колли Паркер (№ 71—79)
- Джошуа Оджик — Скрамм (№ 85)

## Производство
В 1988 году Джордж Ромеро хотел экранизировать роман Кинга «Долгая прогулка», но до съёмок не дошло. В 2007 году Фрэнк Дарабонт приобрёл права на киноадаптацию романа, заявив, что «однажды» он снимет фильм. Он планировал сделать низкобюджетную адаптацию, «странную, экзистенциальную и очень самодостаточную». В апреле 2018 года компания New Line Cinema объявила о желании снять адаптацию романа, сценарий к которой должен был написать Джеймс Вандербильт. В мае 2019 года было объявлено, что режиссёром адаптации станет Андре Эвредал. В ноябре 2023 года Эвредал отказался от участия в проекте, новым режиссёром был назначен Фрэнсис Лоуренс. Права на адаптацию романа перекупила компания Lionsgate. 10 июня 2024 года стало известно, что переговоры о съёмках в фильме ведут Купер Хоффман и Дэвид Джонссон. В июле стало известно, что в фильме, помимо Хоффмана и Джонсона, снимутся Гаррет Уэринг, Тат Ниуот, Чарли Пламмер, Бен Ван, Джордан Гонсалес, Джошуа Оджик и Роман Гриффин Дэвис.
Съёмки начались в Виннипеге 24 июля 2024 года и завершились 12 сентября того же года.
По словам Дэвида Джонссона, во время съёмок ему приходилось проходить по 14 миль в день.

## Премьера
Премьера фильма в кинотеатрах США состоится 12 сентября 2025 года.